# Kanada na Zimowych Igrzyskach Olimpijskich 1994
Reprezentacja Kanady na Zimowych Igrzyskach Olimpijskich 1994 liczyła 94 zawodników - 65 mężczyzn i 29 kobiet, którzy wystąpili w dziesięciu dyscyplinach sportowych. Reprezentanci tego kraju zdobyli łącznie trzynaście medali - trzy złote, sześć srebrnych i cztery brązowe.
Najmłodszym kanadyjskim zawodnikiem podczas ZIO 1994 była Jamie Salé (16 lat i 299 dni), a najstarszym - Bob Gasper (35 lat i 141 dni).

## Medaliści
| Medal  | Zawodnicy | Dyscyplina            | Konkurencja                 |
| ------ | --- | --------------------- | --------------------------- |
| Złoto  | Myriam Bédard | Biathlon              | Sprint kobiet               |
| Złoto  | Myriam Bédard | Biathlon              | Bieg indywidualny kobiet    |
| Złoto  | Jean-Luc Brassard | Narciarstwo dowolne   | Jazda po muldach mężczyzn   |
| Srebro | Elvis Stojko | Łyżwiarstwo figurowe  | Soliści                     |
| Srebro | Philippe Laroche | Narciarstwo dowolne   | Skoki akrobatyczne mężczyzn |
| Srebro | Mark Astley Adrian Aucoin David Harlock Corey Hirsch Todd Hlushko Greg Johnson Fabian Joseph Paul Kariya Chris Kontos Ken Lovsin Derek Mayer Petr Nedvěd Dwayne Norris Greg Parks Jean-Yves Roy Brian Savage Brad Schlegel Wally Schreiber Chris Therien Todd Warriner Brad Werenka | Hokej na lodzie       | Mężczyźni                   |
| Srebro | Nathalie Lambert | Short track           | 1000 m kobiet               |
| Srebro | Christine Boudrias Isabelle Charest Angela Cutrone Sylvie Daigle | Short track           | Sztafeta kobiet             |
| Srebro | Susan Auch | Łyżwiarstwo szybkie   | 500 m kobiet                |
| Brąz   | Ed Podivinsky | Narciarstwo alpejskie | Zjazd mężczyzn              |
| Brąz   | Isabelle Brasseur Lloyd Eisler | Łyżwiarstwo figurowe  | Pary sportowe               |
| Brąz   | Lloyd Langlois | Narciarstwo dowolne   | Skoki akrobatyczne mężczyzn |
| Brąz   | Marc Gagnon | Short track           | 1000 m mężczyzn             |

## Wyniki reprezentantów Kanady

### Biathlon
Mężczyźni
- Steve Cyr

sprint - 43. miejsce
bieg indywidualny - 26. miejsce
- Glenn Rupertus

sprint - 49. miejsce
bieg indywidualny - 62. miejsce
Kobiety
- Myriam Bédard

sprint - 
bieg indywidualny - 
- Inger-Kristin Berg

bieg indywidualny - 51. miejsce
- Gillian Hamilton

sprint - 45. miejsce
- Lise Meloche

sprint - 37. miejsce
bieg indywidualny - 18. miejsce
- Jane Isakson
Myriam Bédard
Inger-Kristin Berg
Lise Meloche

sztafeta - 15. miejsce

### Biegi narciarskie
Mężczyźni
- Dany Bouchard

10 km stylem klasycznym - 49. miejsce
Bieg łączony - 52. miejsce
30 km stylem dowolnym - 50. miejsce
50 km stylem klasycznym - 51. miejsce

### Bobsleje
Mężczyźni
- Chris Lori, Glenroy Gilbert

Dwójki - 15. miejsce
- Pierre Lueders, Dave MacEachern

Dwójki - 7. miejsce
- Chris Lori, Chris Farstad, Sheridon Baptiste, Glenroy Gilbert

Czwórki - 11. miejsce
- Pierre Lueders, Dave MacEachern, Jack Pyc, Pascal Caron

Czwórki - 12. miejsce

### Hokej na lodzie
Mężczyźni
- Mark Astley, Adrian Aucoin, David Harlock, Corey Hirsch, Todd Hlushko, Greg Johnson, Fabian Joseph, Paul Kariya, Chris Kontos, Ken Lovsin, Derek Mayer, Petr Nedvěd, Dwayne Norris, Greg Parks, Jean-Yves Roy, Brian Savage, Brad Schlegel, Wally Schreiber, Chris Therien, Todd Warriner, Brad Werenka –

### Łyżwiarstwo figurowe
Mężczyźni
- Sébastien Britten

soliści - 10. miejsce
- Kurt Browning

soliści - 5. miejsce
- Elvis Stojko

soliści - 
Kobiety
- Josée Chouinard

Solistki - 9. miejsce
- Susan Anne Humphreys

Solistki - 26. miejsce
Pary
- Isabelle Brasseur
Lloyd Eisler

Pary sportowe - 
- Shae-Lynn Bourne
Victor Kraatz

Pary taneczne - 10. miejsce
- Jamie Salé
Jason Turner

Pary sportowe - 12. miejsce
- Kristy-Lee Sargeant
Kris Wirtz

Pary sportowe - 10. miejsce

### Łyżwiarstwo szybkie
Mężczyźni
- Pat Bouchard

1500 m - 38. miejsce
- Sylvain Bouchard

500 m - 11. miejsce
1000 m - 5. miejsce
- Mike Hall

5000 m - 22. miejsce
- Mike Ireland

500 m - 26. miejsce
- Sean Ireland

500 m - 17. miejsce
1000 m - 16. miejsce
- Pat Kelly

500 m - 12. miejsce
1000 m - 6. miejsce
1500 m - 24. miejsce
- Neal Marshall

1500 m - 7. miejsce
5000 m - 17. miejsce
- Kevin Scott

1000 m - 10. miejsce
1500 m - 28. miejsce
Kobiety
- Susan Auch

500 m - 
1000 m - 8. miejsce
- Linda Johnson

500 m - 26. miejsce
- Catriona Le May Doan

500 m - 33. miejsce
1000 m - 19. miejsce
1500 m - 17. miejsce
- Ingrid Liepa

1000 m - 28. miejsce
1500 m - 28. miejsce
3000 m - 14. miejsce
5000 m - 16. miejsce
- Michelle Morton

500 m - 16. miejsce
1000 m - 33. miejsce
1500 m - 24. miejsce

### Narciarstwo alpejskie
Mężczyźni
- Rob Crossan

gigant - 20. miejsce
slalom − DNF
- Thomas Grandi

gigant - 16. miejsce
slalom - 14. miejsce
- Cary Mullen

zjazd − DNF
supergigant - 24. miejsce
kombinacja − DNF
- Ed Podivinsky

zjazd - 
supergigant − DNF
kombinacja − DNF
- Luke Sauder

zjazd - 27. miejsce
- Ralf Socher

zjazd - 31. miejsce
supergigant − DNF
- Brian Stemmle

supergigant - 26. miejsce
Kobiety
- Kerrin Lee-Gartner

zjazd - 19. miejsce
supergigant - 8. miejsce
- Michelle McKendry

zjazd - 30. miejsce
supergigant - 25. miejsce
kombinacja − DNF
- Kate Pace

zjazd - 5. miejsce
supergigant - 12. miejsce
- Mélanie Turgeon

gigant − DNF
slalom − DNF

### Narciarstwo dowolne
Mężczyźni
- Jean-Luc Brassard

jazda po muldach - 
- Andy Capicik

skoki akrobatyczne - 4. miejsce
- Nicolas Fontaine

skoki akrobatyczne - 6. miejsce
- Lloyd Langlois

skoki akrobatyczne - 
- Philippe LaRoche

skoki akrobatyczne - 
- John Smart

jazda po muldach - 7. miejsce
Kobiety
- Genevieve Fortin

jazda po muldach - 19. miejsce
- Katherina Kubenk

jazda po muldach - 16. miejsce
skoki akrobatyczne - 19. miejsce
- Caroline Olivier

skoki akrobatyczne - 8. miejsce
- Julie Steggall

jazda po muldach - 23. miejsce
- Bronwen Thomas

jazda po muldach - 9. miejsce

### Saneczkarstwo
Mężczyźni
- Clay Ives

jedynki - 20. miejsce
- Bob Gasper
Clay Ives

Dwójki - 8. miejsce

### Short track
Mężczyźni
- Frédéric Blackburn

500 m - 5. miejsce
1000 m - 8. miejsce
- Derrick Campbell

500 m - 11. miejsce
1000 m - 6. miejsce
- Marc Gagnon

500 m - 4. miejsce
1000 m - 
- Frédéric Blackburn
Derrick Campbell
Marc Gagnon
Stephen Gough

sztafeta - 4. miejsce
Kobiety
- Isabelle Charest

500 m - 7. miejsce
1000 m - 6. miejsce
- Sylvie Daigle

500 m - 10. miejsce
1000 m - 7. miejsce
- Nathalie Lambert

500 m - 14. miejsce
1000 m - 
- Christine Boudrias
Isabelle Charest
Sylvie Daigle
Nathalie Lambert

sztafeta - 